# Tormenta de invierno en Estados Unidos de enero de 2016

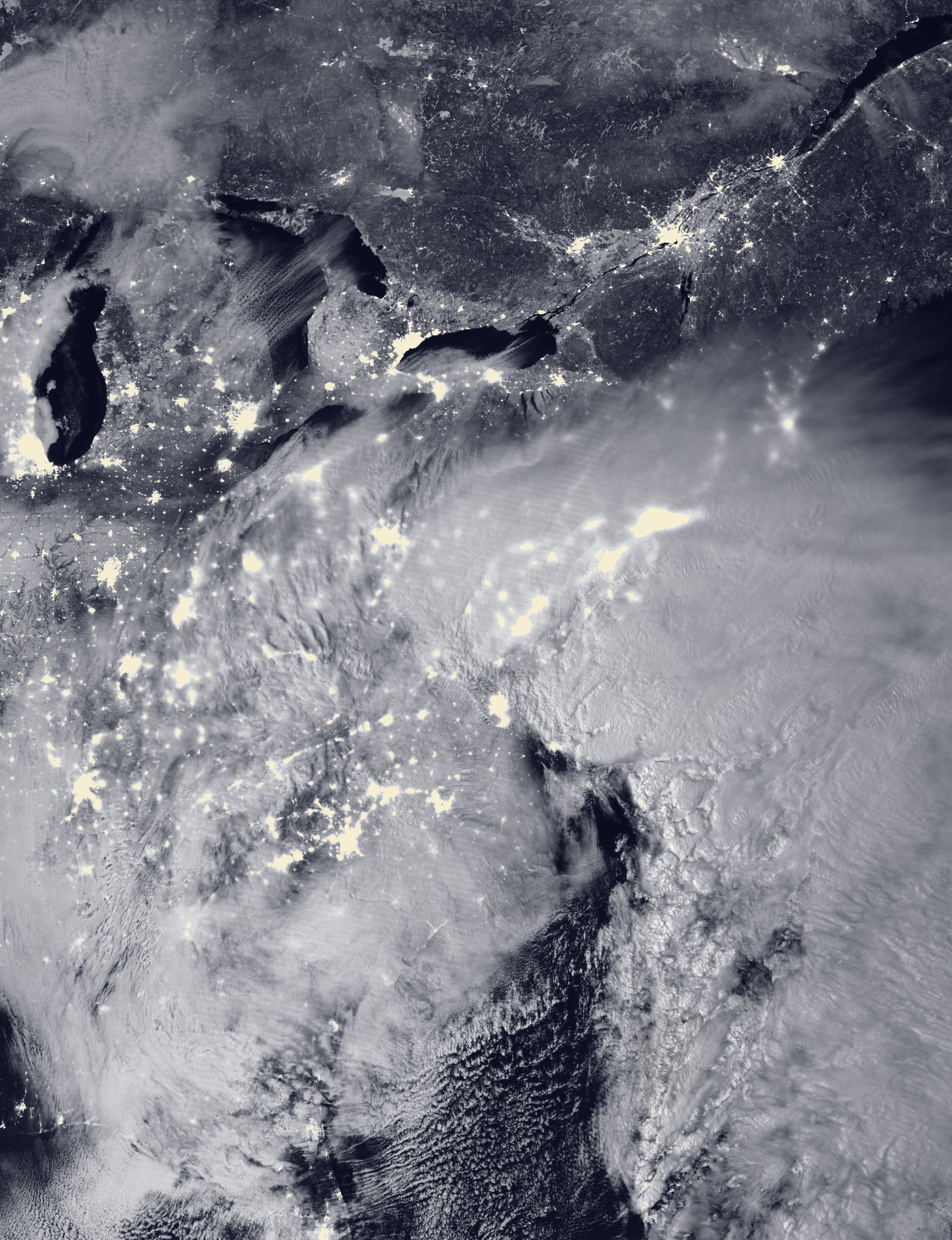
Se muestra una imagen visible iluminada por la luna del ciclón extratropical intensificándose sobre el este de Estados Unidos, a las 2:15 a. m. EST (07:15 GMT) el 23 de enero de 2016.

A finales de enero de 2016, una tormenta de invierno  impulsó a que varios estados del Atlántico Medio de Estados Unidos se declaren en estado de emergencia. El sistema se consolidó en una zona de baja presión en Texas, el 21 de enero de 2016. Los meteorólogos la definieron como una «tormenta de nieve potencialmente histórica» e indicaron que la tormenta podría producir más de 60 cm de nieve a través de una amplia franja de la región del Atlántico Medio y podría «paralizar el tercio oriental de la nación».
Entre el 20 y 22 de enero los gobernadores de once estados, y el alcalde de Washington D. C., declararon el estado de emergencia en previsión de nevadas importantes y condiciones de tormenta. Se estima que aproximadamente 85 millones de personas se encuentran en la trayectoria de la tormenta, con 33  millones de personas bajo advertencia de ventisca. Más de 10 000 vuelos fueron cancelados en relación con la tormenta, con efectos internacionales. Miles de hombres de la Guardia Nacional de los Estados Unidos fueron puestos en estado de alerta, millones de litros de salmuera y miles de toneladas de sal han sido esparcidos en el camino para así disminuir el efecto de la tormenta en las carreteras. Una prohibición de viaje se instituyó para Nueva York el 23 de enero. La tormenta tiene varios nombres no oficiales, incluyendo tormenta de invierno Jonas y Snowzilla.
El hielo y las carreteras cubiertas de nieve provocaron cientos de accidentes en toda la región afectada, varios de los cuales resultaron en muertes y heridos. Al menos 31 personas murieron en incidentes relacionados con la tormenta: 5 en Nueva York, 5 en Carolina del Norte, 5 en Virginia, 3 en Maryland, 3 en Carolina del Sur, 3 en Washington D. C., 2 en Nueva Jersey, 2 en Pensilvania, 1 en Arkansas, 1 en Kentucky, y 1 en Ohio.